# Wolfgang Brinkmann (Fußballfunktionär)
Wolfgang Brinkmann (* 10. November 1944 in Bielefeld) ist Geschäftsführer der Stadtwerke Bielefeld und Kommunalpolitiker der SPD in Bielefeld und ehemaliger Präsident des Sportvereins DSC Arminia Bielefeld.
Vom Juni 1995 bis zum April 2014 war Brinkmann einer der beiden Geschäftsführer der Stadtwerke Bielefeld GmbH und verantwortlich für die zentralen Bereiche des Unternehmens. Des Weiteren war Brinkmann langjährig Fraktionsvorsitzender der Bielefelder SPD und ist aktuell der Schatzmeister der Partei.
Zudem war Brinkmann vom 6. Juni 2010 bis 27. Juni 2011 Präsident des Sportvereins Arminia Bielefeld, bei dem er zuvor als stellvertretender Aufsichtsratsvorsitzender tätig war. Er war der Nachfolger des langjährigen Präsidenten Hans-Hermann Schwick, der zuvor zurückgetreten war.